# 婦人公論文芸賞
婦人公論文芸賞（ふじんこうろんぶんげいしょう）は、女性をテーマとした小説やエッセイなどの文芸作品に贈られた日本の文学賞であり、中央公論新社が主宰した。前身は女流文学賞で、「女流」という名称に対して批判があり、女性作家の進出が著しい中で女性の作品だけを顕彰するあり方について再検討、名称を改めた。前年7月から当年6月までの作品に対して、10月に年1回の発表であった。選考委員は渡辺淳一、林真理子、鹿島茂、俵万智がつとめた。受賞は選考委員の合議によって決定され、受賞者には正賞として記念品、副賞として100万円が授与された。
2006年から同賞を発展させる形で、中央公論文芸賞に継承された。

## 受賞作一覧

### 第1回から第5回
- 第1回 （2001年） 田口ランディ『できればムカつかずに生きたい』[1]晶文社。
- 第2回 （2002年） 岩井志麻子『チャイ・コイ』中央公論新社。
- 第3回 （2003年） 角田光代『空中庭園』文藝春秋。
- 第4回 （2004年） 酒井順子『負け犬の遠吠え』講談社。
- 第5回 （2005年） 桐野夏生『魂萌え！』毎日新聞社。